# Reißschiene

Reißschiene von oben

Eine Reißschiene oder Zeichenschiene (auch T-Schiene – wegen der Ähnlichkeit mit dem Buchstaben „T“) ist ein Zeichengerät, das in Kombination mit Reißbrett und Reißzeug verwendet wird. Die Reißschiene unterstützt beim Zeichnen horizontaler und paralleler Linien. Sie dient als Basis für Zeichendreiecke, Typometer, Maßstäbe, Lineale und Schablonen, die an sie angelegt werden, um nichthorizontale Parallelen und Geraden zu zeichnen sowie Darstellungen mit Schablonen zu positionieren.
Nach den „Regeln der Kunst“ wird die T-Schiene nur an einer senkrechten Kante des Reißbrettes „angeschlagen“ und alle anderen Richtungen durch Dreiecke oder Winkelschablonen
sichergestellt. So wird verhindert, dass ein nicht rechtwinkliges Reißbrett zu falschen Ergebnissen führt. Ist das Brett einwandfrei rechtwinklig, kann die Schiene an allen Seiten angeschlagen werden.
Typische Materialien sind Holz und Kunststoffe, auch Metall (das ein Schneiden an der Schiene gestattet). Die Länge beträgt üblicherweise 50–70 cm, kann aber deutlich mehr betragen. Spezielle Reißschienen sind mit einem verstellbaren Kopfteil versehen, das die feste Einstellung von Winkeln ermöglicht.
Traditionelle T-Schienen haben üblicherweise keine Teilungen, da sie nur als Anlegemöglichkeit genutzt werden.
Im Bereich der Reinzeichnung und der Herstellung von Vorlagen für den Offset-Druck war die Reißschiene trotz ihrer Einfachheit beliebter als eine Zeichenmaschine, da sie eine höhere Genauigkeit beim Anlegen einer Zeichnung ermöglicht.

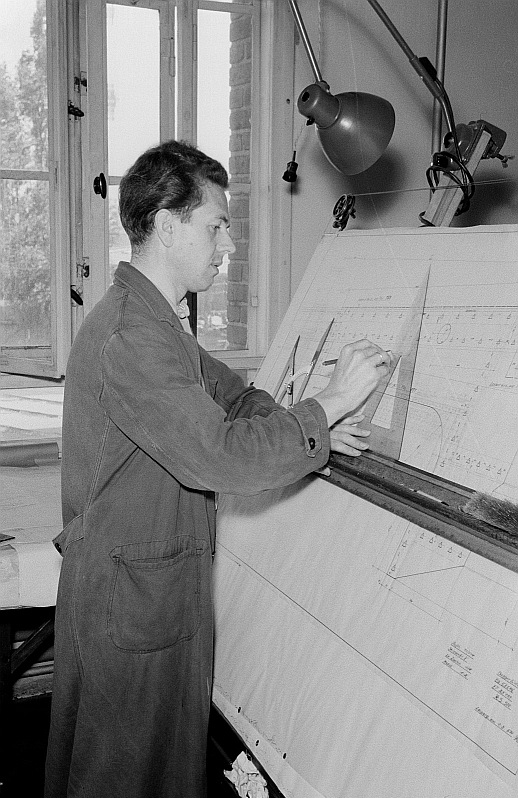
Bauzeichner, der Winkel an eine Reißschiene anlegt (1954)
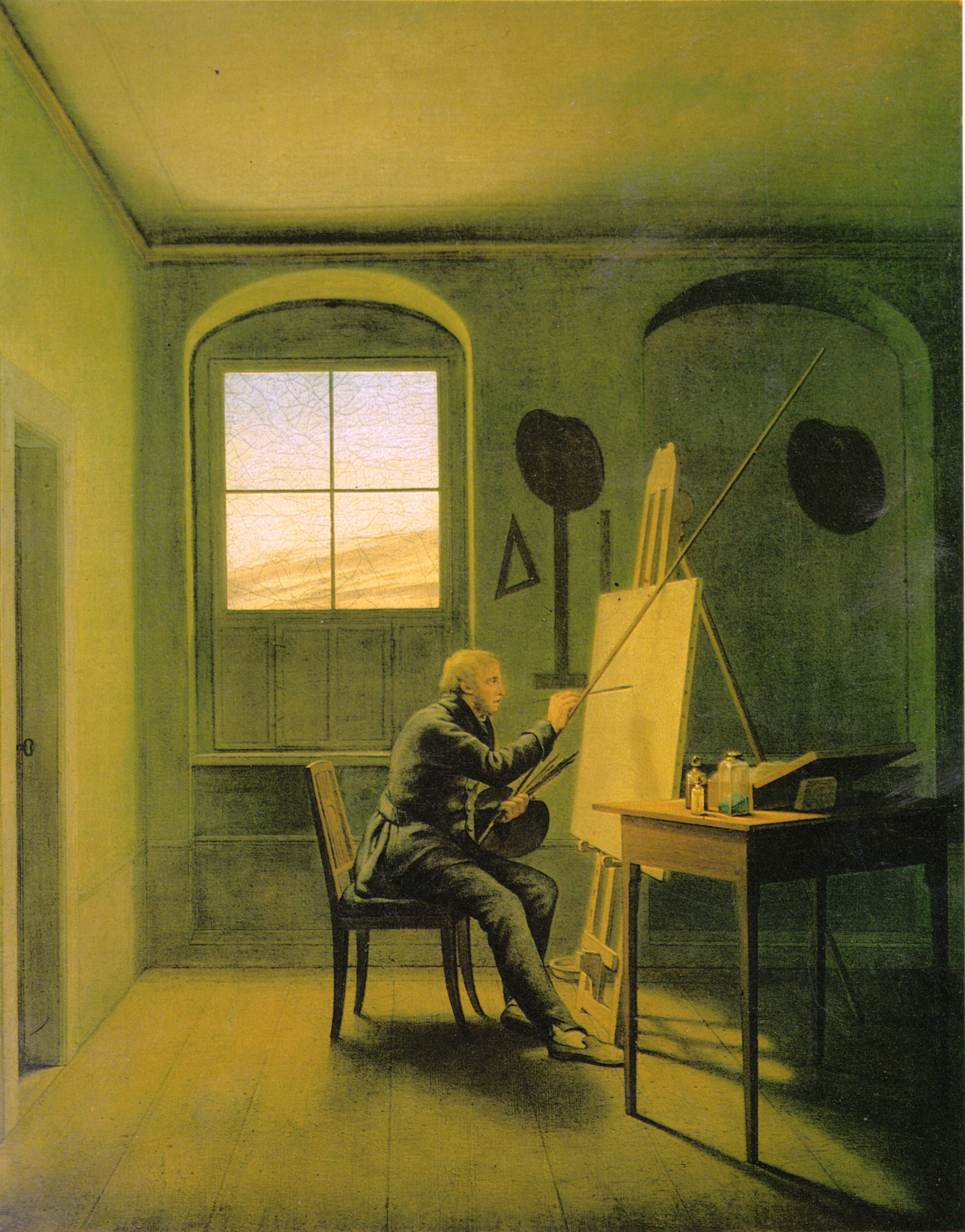
Das Bild Caspar David Friedrich in seinem Atelier von Georg Friedrich Kersting mit Reißschiene im Hintergrund (Mannheimer Version von 1819).
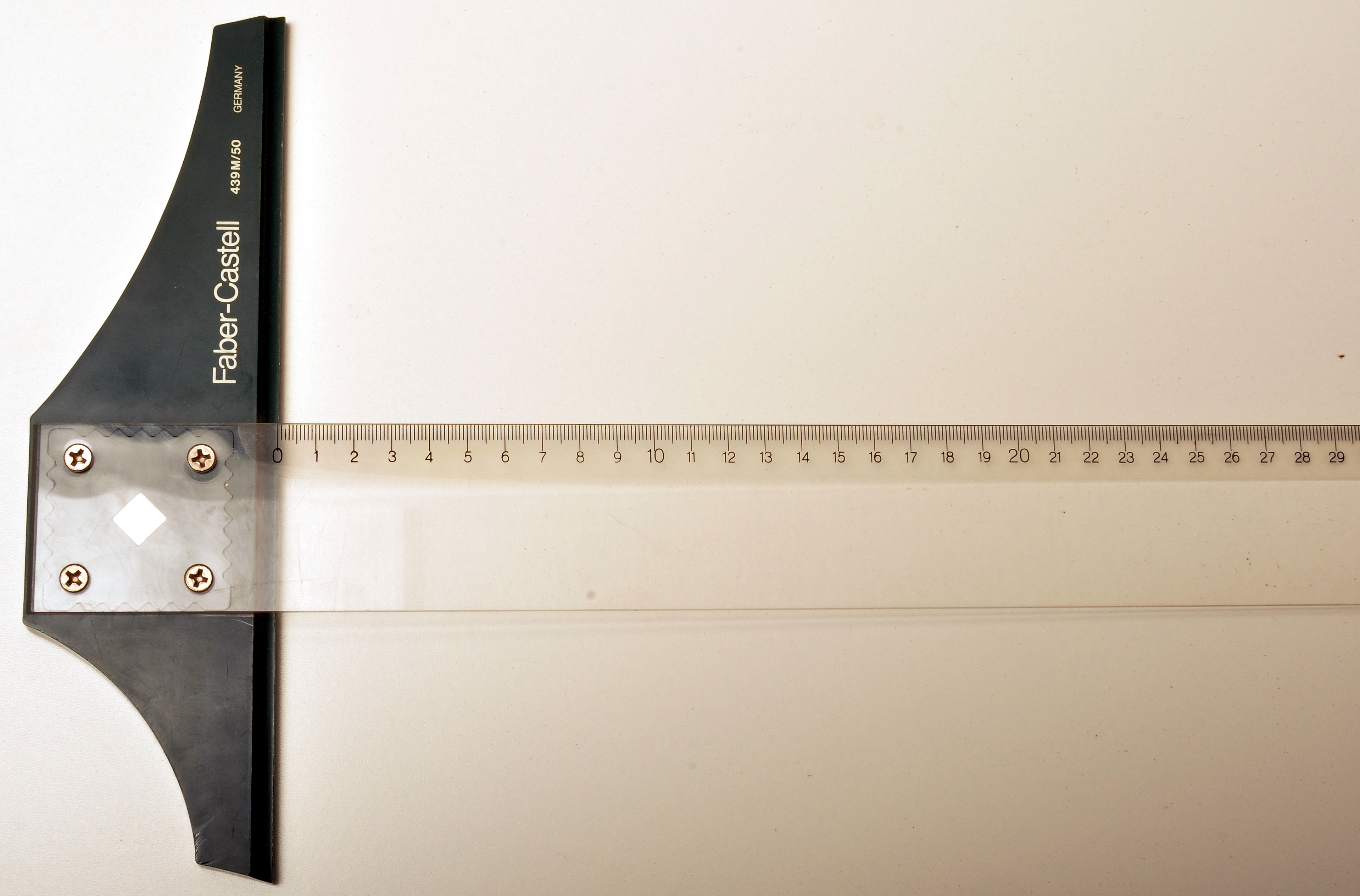
Zeichenschiene aus Plastik mit Teilung (Ausschnitt), Bezeichnung